# Angela Lueger

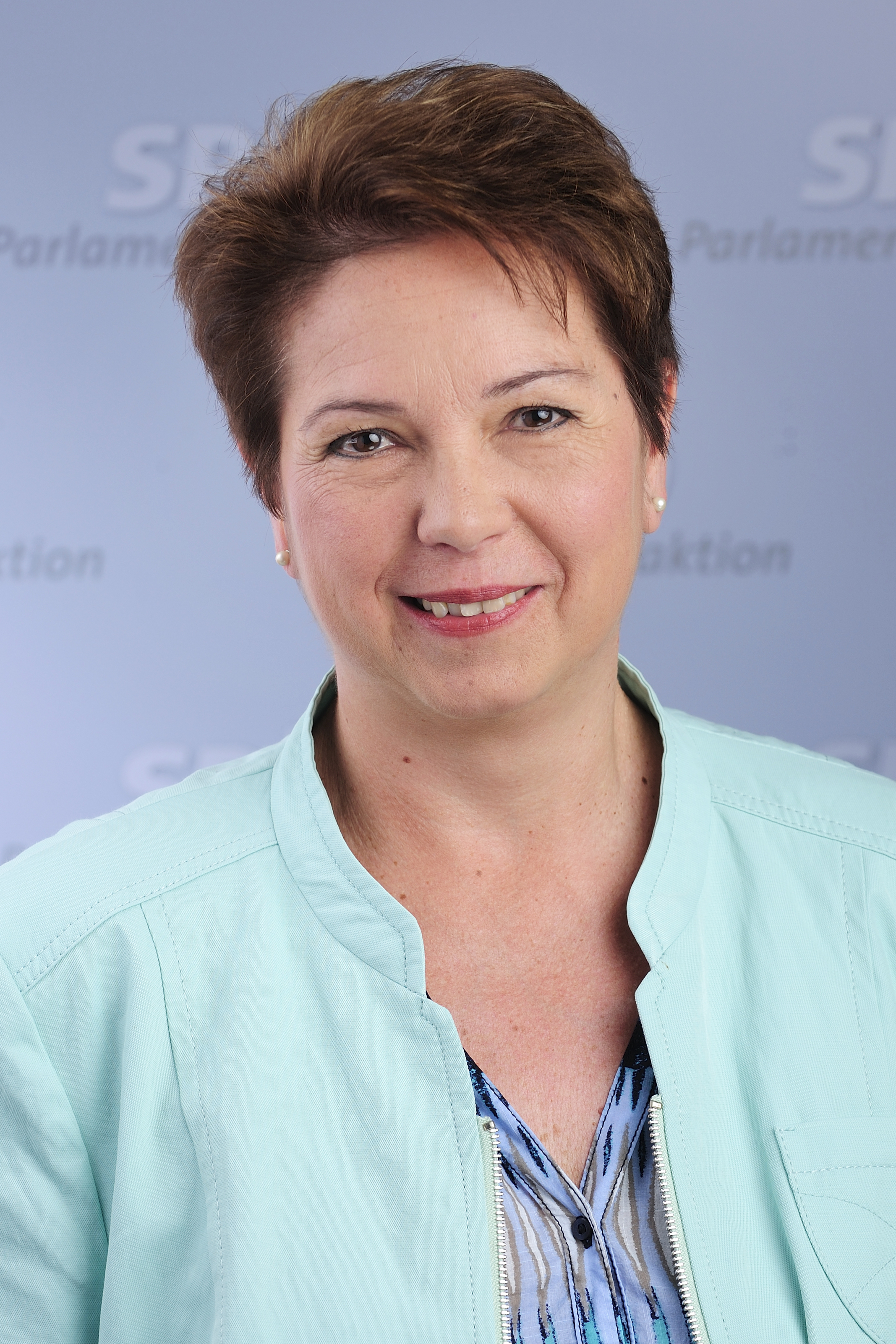
Angela Lueger (2014)

Angela Lueger (* 17. Oktober 1965 in Wien) ist eine österreichische Politikerin (SPÖ). Sie ist eine ehemalige Bundesrätin und war vom 8. Jänner 2008 bis zum 22. Oktober 2019 Abgeordnete zum Nationalrat. 

## Ausbildung und Beruf
Angela Lueger besuchte zwischen 1971 und 1975 die Volksschule und danach ein Realgymnasium. 1979 wechselte sie an die Höhere Bundeslehranstalt für wirtschaftliche Frauenberufe, wo sie 1984 die Matura ablegte.
1984 bis 1988 arbeitete Lueger als Fachbeamtin des Verwaltungsdienstes bei der MA 52 (städtische Wohnhäuserverwaltung). 1992 wurde sie Standesbeamtin am Standesamt Wien-Floridsdorf, wobei sie 1994 zur Standesamtsleiter-Stellvertreterin aufstieg. 2002 wechselte sie als Bundesfrauenreferentin zur Gewerkschaft der Gemeindebediensteten, seit 2006 ist sie dort Leitende Referentin.

## Politik
Angela Lueger begann ihre politische Karriere als Bezirksrätin in Floridsdorf (1993–2000). Sie war vom 1. Juli 2004 bis zum 17. November 2005 Mitglied des österreichischen Bundesrates und wechselte danach als Abgeordnete in den Wiener Landtag und Gemeinderat. Am 8. Jänner 2008 folgte sie Kurt Eder als Abgeordnete zum österreichischen Nationalrat nach. Sie war hier in der XXIII. Gesetzgebungsperiode Mitglied in den Ausschüssen Bauten, Gleichbehandlung und Umwelt. Nach der Nationalratswahl 2019 schied sie aus dem Nationalrat aus.
Innerparteilich ist Lueger seit 2001 Stellvertretende Bezirksfrauenvorsitzende der SPÖ-Floridsdorf, war 2002 bis 2004 Klubvorsitzende der SPÖ-Floridsdorf und Mitglied des Bezirksparteivorstandes. Seit 2004 ist sie Bezirksparteivorsitzender-Stellvertreterin und Mitglied des Bezirksparteipräsidiums in Floridsdorf. Die Gewerkschafterin Lueger gilt bei der Bevölkerung als volksnah. Sie engagiert sich bereits seit vielen Jahren in der Bekämpfung von Arbeitslosigkeit und Armut von Alleinerzieherinnen. 
Seit 20. November 2015 ist Angela Lueger Vorsitzenden-Stellvertreterin der younion _ Die Daseinsgewerkschaft.